# Thorigny-sur-Marne
Pour les articles homonymes, voir Thorigny.
Thorigny-sur-Marne est une commune française située dans le département de Seine-et-Marne, en région Île-de-France.

## Géographie

### Localisation
Thorigny-sur-Marne s'étend sur la rive droite de la Marne face à Lagny-sur-Marne, à 28 km à l'est de Paris.

### Communes limitrophes
| Carnetin                           | Annet-sur-Marne    | Dampmart        |
| Villevaudé (quadripoint), Pomponne | Thorigny-sur-Marne | Dampmart        |
| Lagny-sur-Marne                    | Lagny-sur-Marne    | Lagny-sur-Marne |

### Géologie et relief
L'altitude varie de 41 mètres à 123 mètres pour le point le plus haut , le centre du bourg se situant à environ 54 mètres d'altitude (mairie). Ses coteaux orientés plein sud ont longtemps accueilli la vigne.
La commune est classée en zone de sismicité 1, correspondant à une sismicité très faible.
D'anciennes marnières et carrières de gypse, exploité comme pierre à plâtre et comme albâtre sont nombreuses à Thorigny ; la plupart sont peu documentées,,.

### Hydrographie

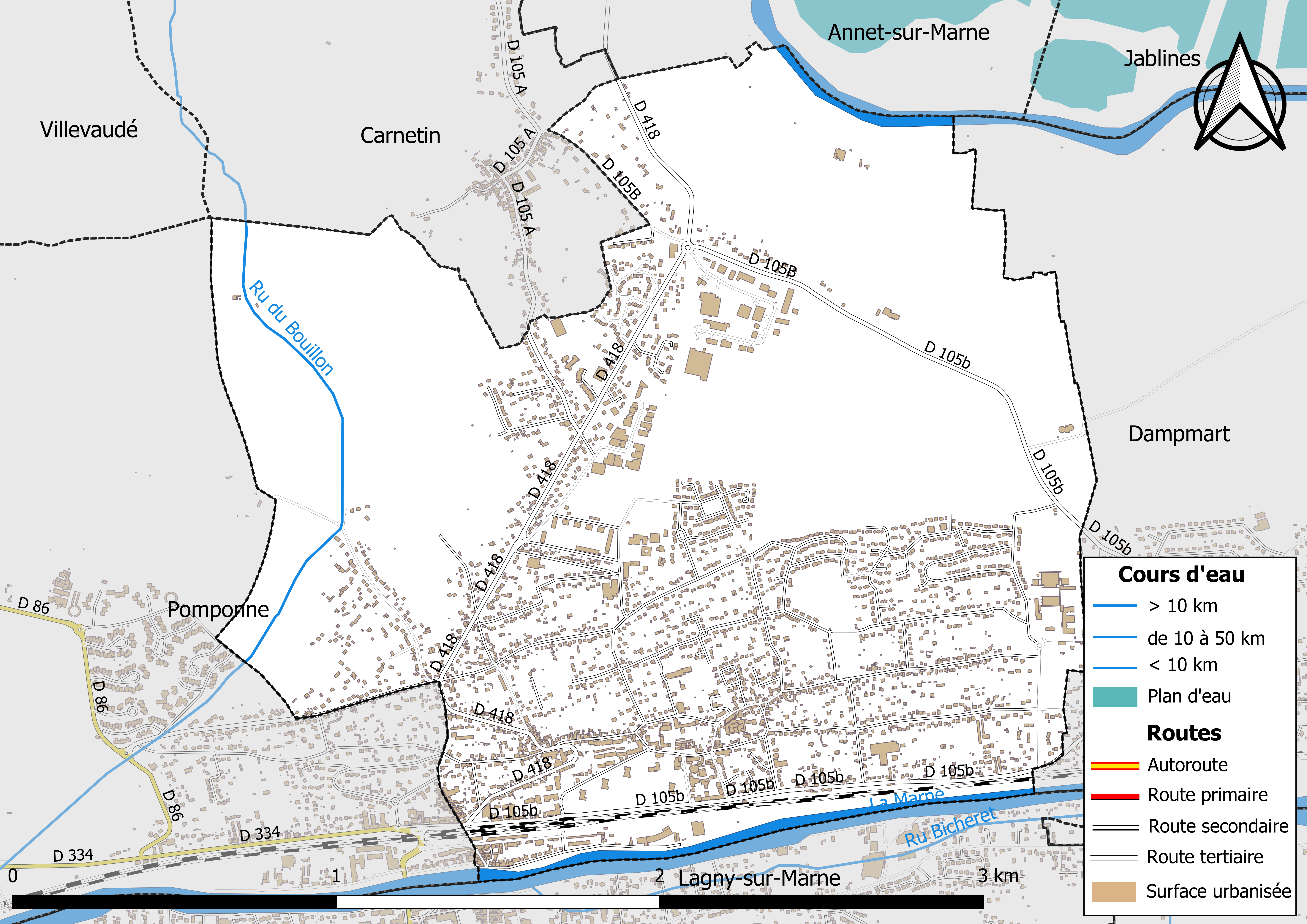
Carte des réseaux hydrographique et routier de Thorigny-sur-Marne.

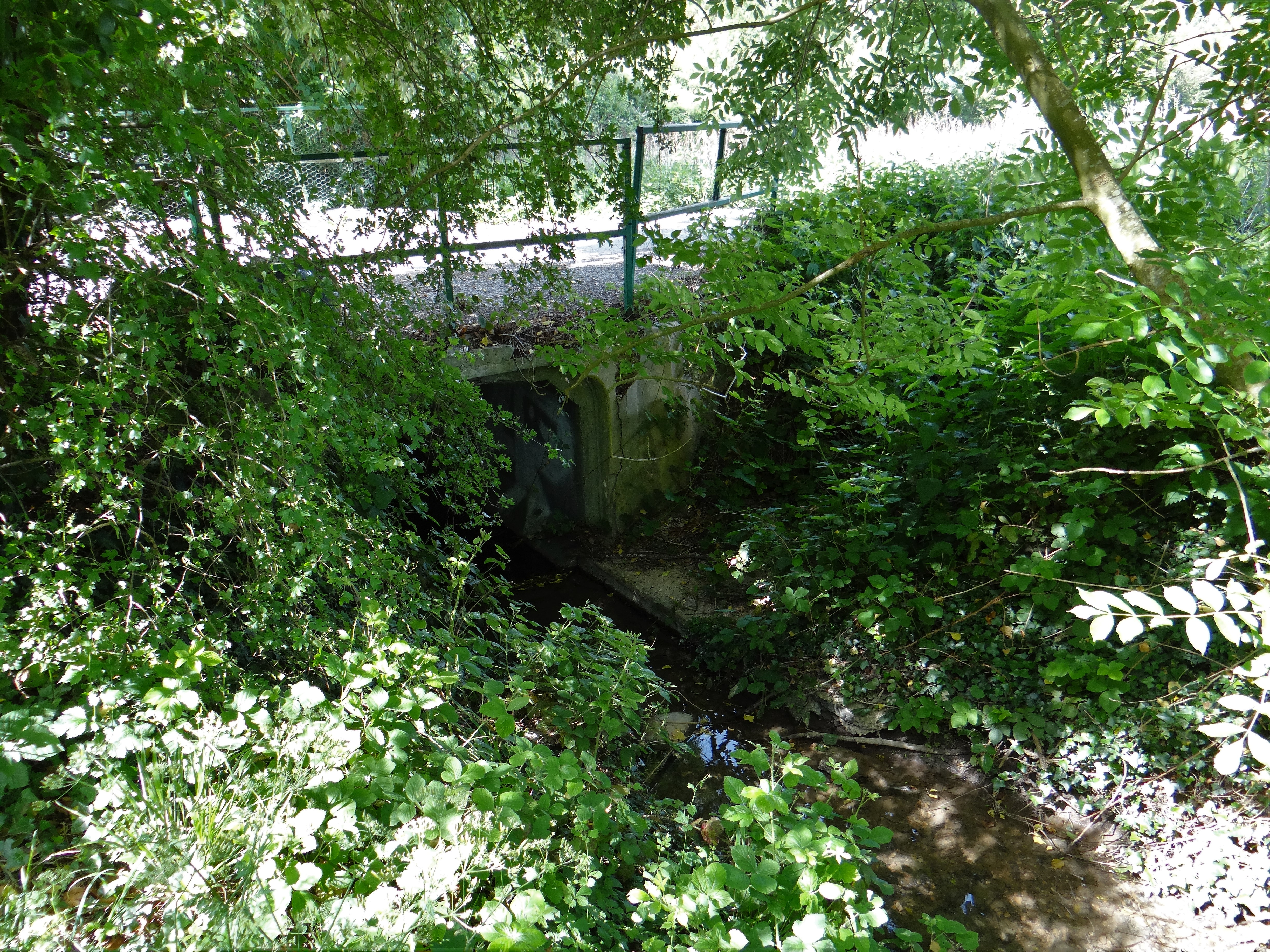
Le ru du Bouillon, rue Carnot

Le réseau hydrographique de la commune se compose de deux cours d'eau référencés :
- la rivière la Marne, longue de 514,26 km[6], principal affluent de la Seine, qui borde la commune au nord et au sud ;
  - le ru du Bouillon ou ru d'Armoin, long de 5,59 km[7], à l’ouest, affluent de la Marne.

Par ailleurs, son territoire est également traversé par l'aqueduc de la Dhuis.
La longueur totale des cours d'eau sur la commune est de 4,12 km. La Marne y est franchie par le pont Joffre et le pont Maunoury.

### Climat
Pour des articles plus généraux, voir Climat de l'Île-de-France et Climat de Seine-et-Marne.
En 2010, le climat de la commune est de type climat océanique dégradé des plaines du Centre et du Nord, selon une étude du CNRS s'appuyant sur une série de données couvrant la période 1971-2000. En 2020, Météo-France publie une typologie des climats de la France métropolitaine dans laquelle la commune est exposée à un climat océanique altéré et est dans une zone de transition entre les régions climatiques « Sud-ouest du bassin Parisien » et « Nord-est du bassin Parisien ».
Pour la période 1971-2000, la température annuelle moyenne est de 11,6 °C, avec une amplitude thermique annuelle de 15,2 °C. Le cumul annuel moyen de précipitations est de 706 mm, avec 10,5 jours de précipitations en janvier et 7,7 jours en juillet. Pour la période 1991-2020, la température moyenne annuelle observée sur la station météorologique la plus proche, située sur la commune de Torcy à 6 km à vol d'oiseau, est de 12,1 °C et le cumul annuel moyen de précipitations est de 716,4 mm,. Pour l'avenir, les paramètres climatiques de la commune estimés pour 2050 selon différents scénarios d'émission de gaz à effet de serre sont consultables sur un site dédié publié par Météo-France en novembre 2022.

### Milieux naturels et biodiversité

#### Réseau Natura 2000

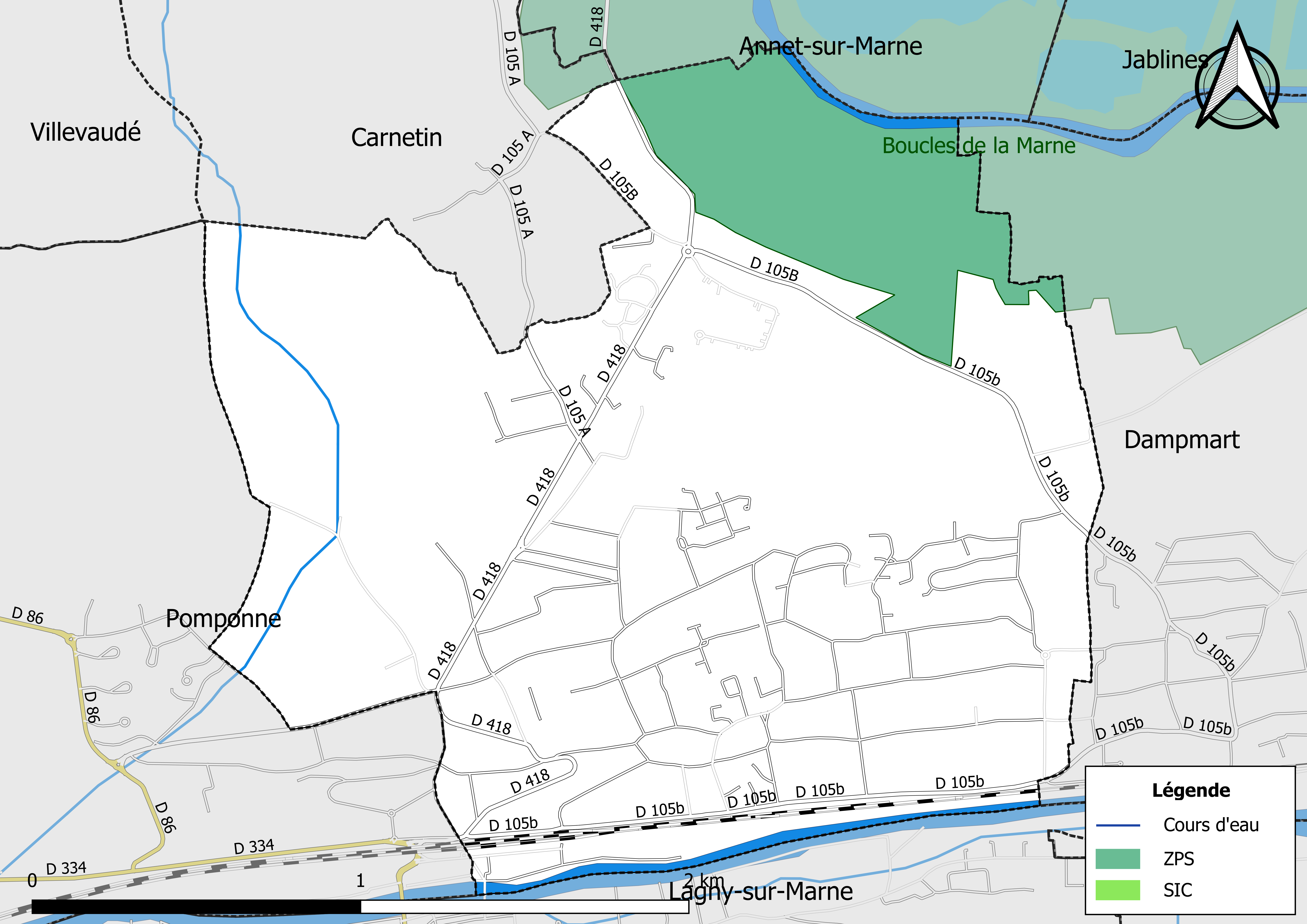
Sites Natura 2000 sur le territoire communal.

Le réseau Natura 2000 est un réseau écologique européen de sites naturels d’intérêt écologique élaboré à partir des Directives « Habitats » et « Oiseaux ». Ce réseau est constitué de Zones spéciales de conservation (ZSC) et de Zones de protection spéciale (ZPS). Dans les zones de ce réseau, les États Membres s'engagent à maintenir dans un état de conservation favorable les types d'habitats et d'espèces concernés, par le biais de mesures réglementaires, administratives ou contractuelles.
Un  site Natura 2000 a été défini sur la commune au titre de la « directive Oiseaux », :  
- les « Boucles de la Marne », d'une superficie de 2 641 ha, un lieu refuge pour une population d’Œdicnèmes criards d’importance régionale qui subsiste malgré la détérioration des milieux[17],[18].

#### Zones naturelles d'intérêt écologique, faunistique et floristique
L’inventaire des zones naturelles d'intérêt écologique, faunistique et floristique (ZNIEFF) a pour objectif de réaliser une couverture des zones les plus intéressantes sur le plan écologique, essentiellement dans la perspective d’améliorer la connaissance du patrimoine naturel national et de fournir aux différents décideurs un outil d’aide à la prise en compte de l’environnement dans l’aménagement du territoire.
Le territoire communal de Thorigny-sur-Marne comprend une ZNIEFF de type 1,,, 
la « Forêt de Vallières et carrières souterraines à Annet-sur-Marne » (292,58 ha), couvrant 3 communes du département.
, et une ZNIEFF de type 2,, 
la « vallée de la Marne de Coupvray à Pomponne » (3 619,57 ha), couvrant 17 communes du département.

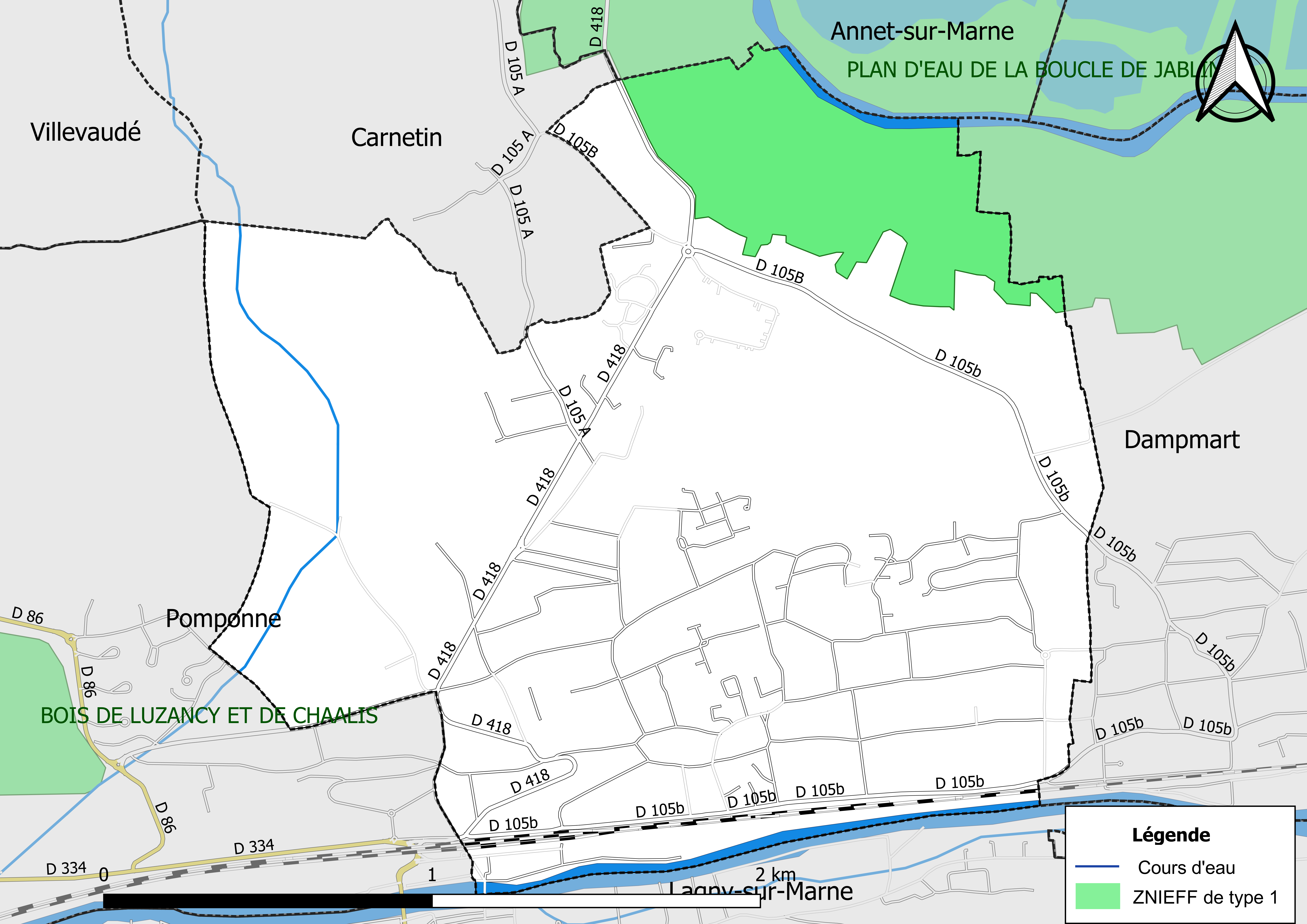
Carte des ZNIEFF de type 1 de la commune.
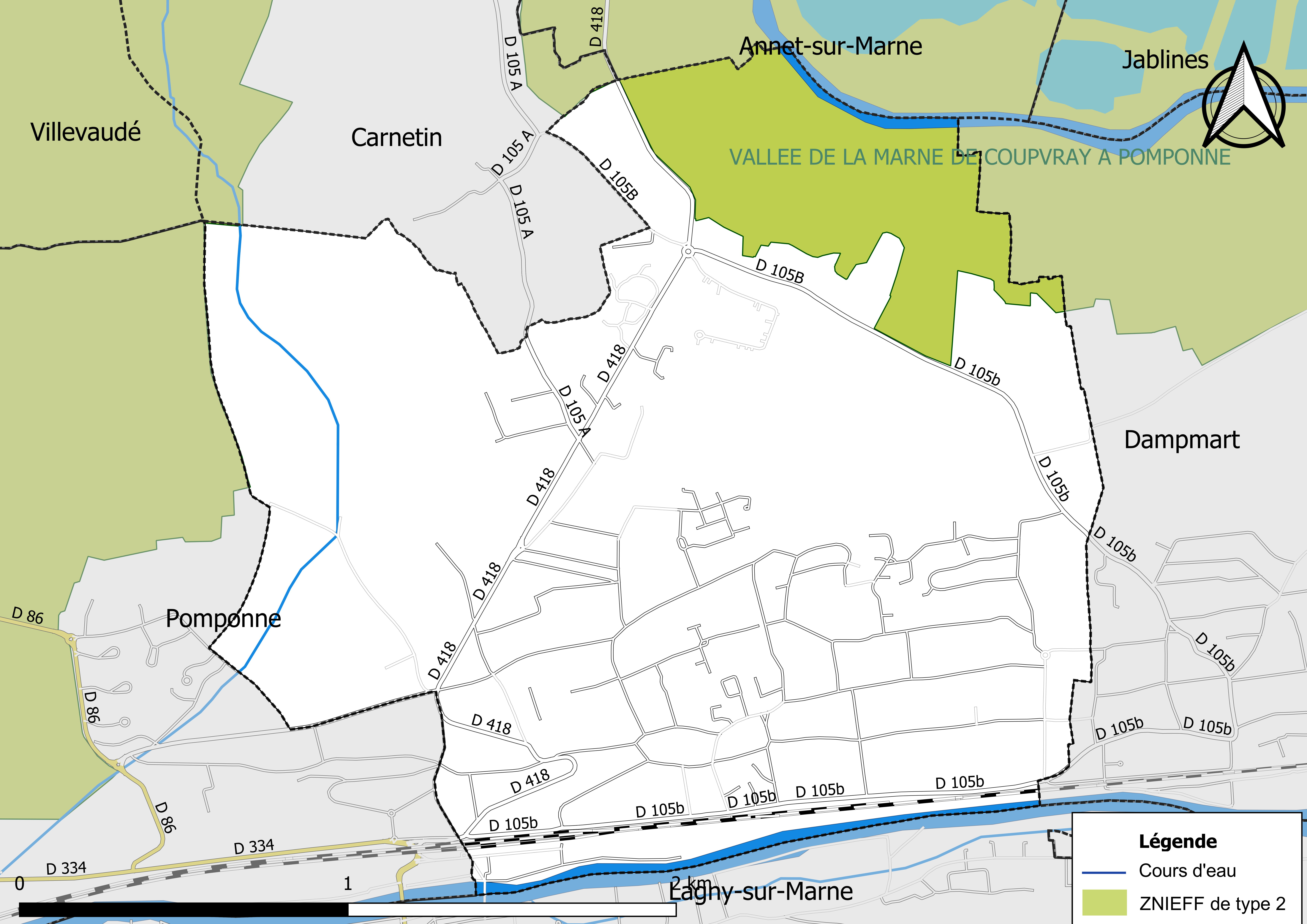
Carte des ZNIEFF de type 2 de la commune.

## Urbanisme

### Typologie
Au 1er janvier 2024, Thorigny-sur-Marne est catégorisée grand centre urbain, selon la nouvelle grille communale de densité à sept niveaux définie par l'Insee en 2022.
Elle appartient à l'unité urbaine de Paris, une agglomération inter-départementale regroupant 407  communes, dont elle est une commune de la banlieue,,. Par ailleurs la commune fait partie de l'aire d'attraction de Paris, dont elle est une commune du pôle principal,. Cette aire regroupe 1 929 communes,.

### Lieux-dits et écarts
La commune compte 82 lieux-dits administratifs répertoriés consultables ici (source : le fichier Fantoir).

### Quartiers
- Les Épinettes ;
- Centre-ville :

Mairie, école, Centre culturel,église, commerces... Parc/Moustier : résidence Icf habitat la Sablière, sncf (appelée par habitude d’habitants, les Tours) ;
- Les cerisiers résidence du Moulin à Vent (cité Grise) ;
- la Gare S.N.C.F;
- domaine du Moulin à Vent ;
- les Samoreaux ;
- les Hauts de Vallières :
- la Zone Pavillonnaire.

### Occupation des sols
L'occupation des sols de la commune, telle qu'elle ressort de la base de données européenne d’occupation biophysique des sols Corine Land Cover (CLC), est marquée par l'importance des territoires artificialisés (58,6 % en 2018), en augmentation par rapport à 1990 (52,2 %). La répartition détaillée en 2018 est la suivante : 
zones urbanisées (58,6% ), terres arables (25,5% ), forêts (10,4% ), zones agricoles hétérogènes (4,8% ), prairies (0,7 %).
Parallèlement, L'Institut Paris Région, agence d'urbanisme de la région Île-de-France, a mis en place un inventaire numérique de l'occupation du sol de l'Île-de-France, dénommé le MOS (Mode d'occupation du sol), actualisé régulièrement depuis sa première édition en 1982. Réalisé à partir de photos aériennes, le Mos distingue les espaces naturels, agricoles et forestiers mais aussi les espaces urbains (habitat, infrastructures, équipements, activités économiques, etc.) selon une classification pouvant aller jusqu'à 81 postes, différente de celle de Corine Land Cover,,. L'Institut met également à disposition des outils permettant de visualiser par photo aérienne l'évolution de l'occupation des sols de la commune entre 1949 et 2018.

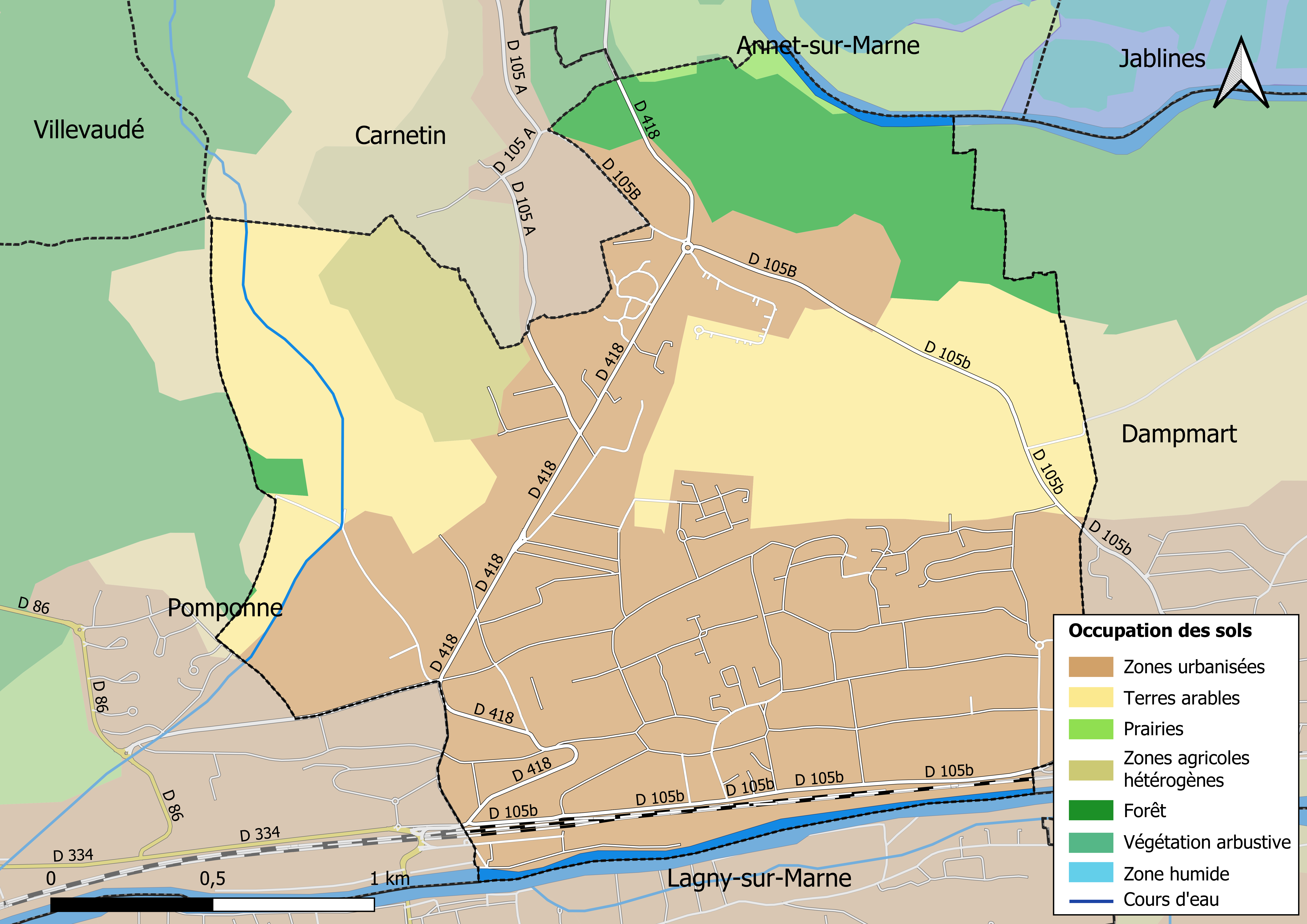
Carte des infrastructures et de l'occupation des sols en 2018 (CLC) de la commune.
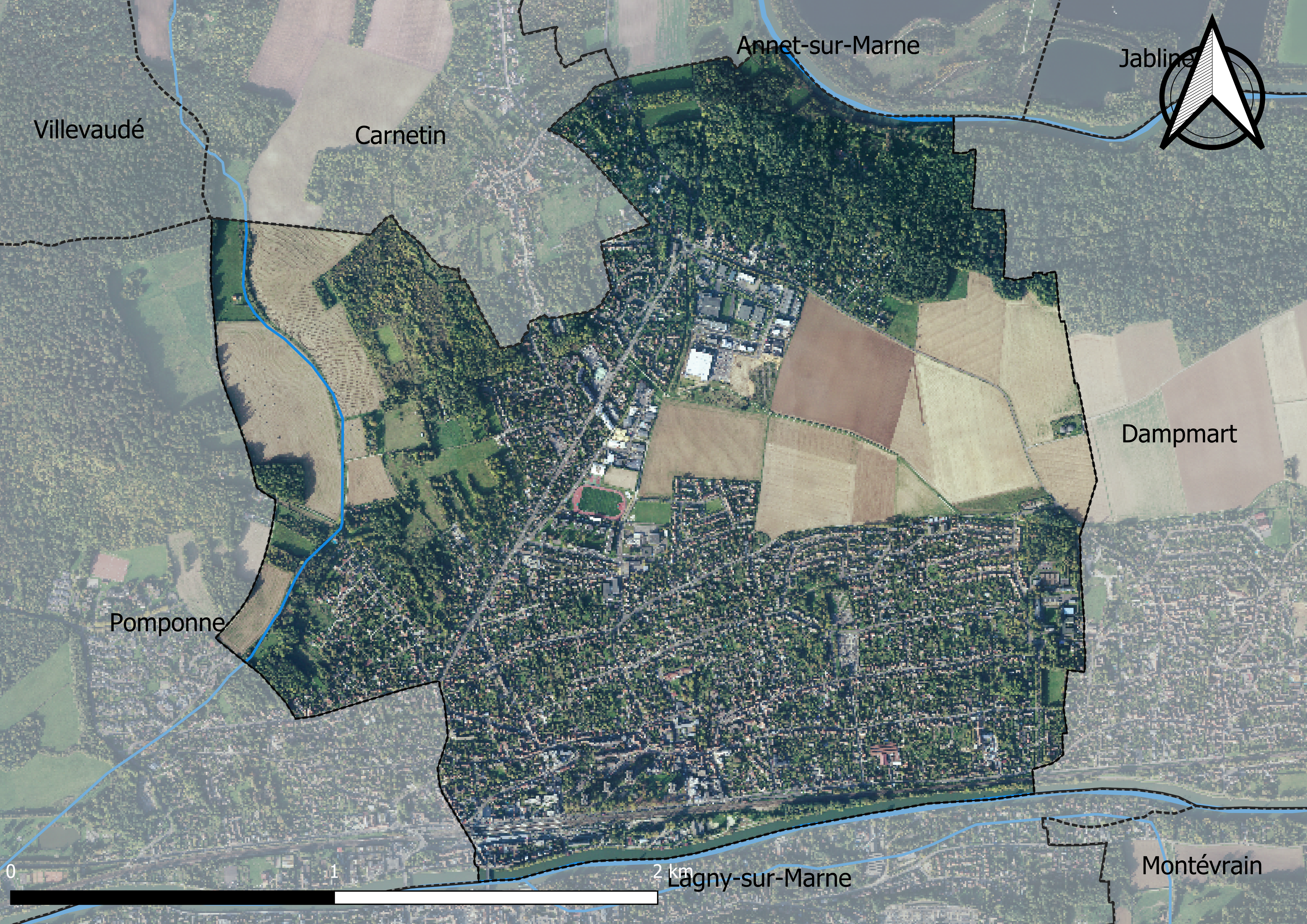
Carte orhophotogrammétrique de la commune.

### Planification
La loi SRU du 13 décembre 2000 a incité les communes à se regrouper au sein d’un établissement public, pour déterminer les partis d’aménagement de l’espace au sein d’un SCoT, un document d’orientation stratégique des politiques publiques à une grande échelle et à un horizon de 20 ans et s'imposant aux documents d'urbanisme locaux, les PLU (Plan local d'urbanisme). La commune est dans le territoire du SCOT Marne, Brosse et Condoire, approuvé en février 2013 et dont la révision a été lancée en 2017 par la Communauté d'Agglomération de Marne et Gondoire.
La commune disposait en 2019 d'un plan local d'urbanisme approuvé. Le zonage réglementaire et le règlement associé peuvent être consultés sur le Géoportail de l'urbanisme.

### Logement
En 2014, le nombre total de logements dans la commune était de 4 162 (dont 49,4 % de maisons et 50,1 % d’appartements).
Parmi ces logements, 92,3 % étaient des résidences principales, 1,6 % des résidences secondaires et 6,2 % des logements vacants.
La part des ménages propriétaires de leur résidence principale s’élevait à 59,6 % contre 39,2 % de locataires.
La part de logements HLM loués vides (logements sociaux) était de 18,1 %.

### Voies de communication et transports

#### Voies de communication
Thorigny-sur-Marne est proche du réseau autoroutier francilien (A104 - sorties 9 ou 10).
On accède également à la commune, de Claye-Souilly  au nord à 10 km via la D 418.

#### Transports
La commune est desservie par :
- la gare de Lagny - Thorigny de la ligne P du Transilien permettant de relier la gare de Paris-Est en 25 minutes.
- les lignes de bus 2220, 2221, 2223, 2224, 2225, 2226, 2229, 2250, 2251, 2252, 2253, 2254, 2291 du réseau de bus de Marne-la-Vallée ;
- Depuis avril 2024, la commune est desservie en soirée par le bus de Soirée Lagny-Thorigny, permettant de relier la ville à la Gare de Thorigny-Lagny.

## Toponymie
- Formes anciennes : Vinea sita Tauriniaco vers 700, Torengniacum en 1175, Capella de Thoriniaco vers 1180, Toriniacum au XIIe siècle, Thorrigniacum en 1248, Torengni en 1253, Thoregny en 1274, Toregni en 1283, Toregniacum au XIIIe siècle, Thorengnyacum en 1345, Thorigny lez Laigny sur Marne en 1488, Thoreni au XVe siècle, Toregny puis Thorigny en France en 1549, Torrigny en 1720.

À rapprocher de Thor, «  dieu du Tonnerre  » dans la mythologie nordique.

La rivière la Marne, principal affluent de la Seine, borde la commune au nord et au sud.
Par décret du 1er août 1913, le nom de Thorigny-sur-Marne a remplacé à celui de Thorigny.

## Histoire

### De l’Antiquité au Moyen Âge
L’histoire de la commune, sans doute occupée par les Meldes, commence à l’Époque gallo-romaine ; la cité s’appelait alors Tauriniacum.
Jusqu’à l’unification du Royaume, Thorigny était situé entre le pays de France et le comté de Champagne , la Marne constituant cette frontière. Le franchissement de la rivière se faisait à gué ou en bateau. Le premier pont fut construit par Albéric, seigneur de Montjay au XIIe siècle.
La seigneurie de Thorigny est connue depuis le XIe siècle.

### Époque contemporaine
La Compagnie des chemins de fer de l'Est décida en 1846 d'implanter à Thorigny une gare  pour les trains de la ligne Paris-Strasbourg. Elle fut inaugurée le 19 août 1849 par le président Louis-Napoléon Bonaparte.
La gare fut détruite et remplacée par le bâtiment actuel en 1962.

## Politique et administration

### Rattachements administratifs et électoraux

#### Rattachements administratifs
La commune se trouve depuis 1994 dans l'arrondissement de Torcy du département de la Seine-et-Marne.
Elle faisait partie de 1793 à 1993 du canton de Lagny-sur-Marne, année où elle devient le chef-lieu du canton de Thorigny-sur-Marne. Dans le cadre du redécoupage cantonal de 2014 en France, cette circonscription administrative territoriale a disparu, et le canton n'est plus qu'une circonscription électorale.

#### Rattachements électoraux
Pour les élections départementales, la commune fait partie depuis 2014 d'un nouveau canton de Lagny-sur-Marne
Pour l'élection des députés, la ville fait partie de la huitième circonscription de Seine-et-Marne

### Intercommunalité
Thorigny-sur-Marne est membre depuis 2005  de la communauté d'agglomération de Marne et Gondoire, un établissement public de coopération intercommunale (EPCI) à fiscalité propre créé fin 2001 et auquel la commune avait transféré un certain nombre de ses compétences, dans les conditions déterminées par le code général des collectivités territoriales.

### Tendances politiques et résultats
Lors du second tour des élections municipales de 2014 en Seine-et-Marne, la liste DVG menée par le maire sortant Thibaud Guillemet obtient la majorité absolue des suffragbes exprimés, avec 1 878 voix (50,92, 22 conseillers municipaux élus dont 2 communautaires), devançant de 63 voix celle DVD menée par Gisèle Queney, qui a recueilli 1 810 voix (49,07 %, 7 conseillers municipaux élus dont 1 communautaire).
Lors de ce scrutin, 39,31 % des électeurs se sont abstenus.
Au premier tour de l'Élection présidentielle de 2022,  les quatre candidats les mieux placés ont été : Emmanuel Macron (25,39 % des suffrages exprimés),  Jean-Luc Mélenchon (21,07), François Fillon (18,78 %) et Marine Le Pen (17,87 %. Au second tour, Emmanuel Macron a devancé avec 2 948 voix (70,64 %) Marine Le Pen, qui a recueilli 1 225 voix (29,36 %). 31,81 % des électeurs se sont alors abstenus.
Lors du second tour des élections municipales de 2020 en Seine-et-Marne, la liste DVC menée par  Manuel Luis da Silva obtient la majorité des suffrages exprimés, avec 1 329 voix (46,99 %, 25 conseillers municipaux élus dont 4 communautaires), devançant de 137 voix celle DVG menée par le maire sortant, qui a recueilli 1 192 voix (42,14 %, 7 conseillers municipaux élus dont 1 communautaire).
La troisième liste, DVG, menée par  Fabrice Hamelin a elle recueilli 307 voix (10,85 %, 1 conseiller municipal élu).
Lors de ce scrutin marqué par la pandémie de Covid-19 en France, 56,05 % des électeurs se sont abstenus.
Au premier tour de l'Élection présidentielle de 2022,  les quatre candidats les mieux placés ont été : Emmanuel Macron  et Jean-Luc Mélenchon, qui ont obtenu le même nombre de voix (27,04 % des suffrages exprimés), Marine Le Pen (18,96 %) et Éric Zemmour (6,73 %). Lors du second tour, Emmanuel Macron a devancé avec 2 680 voix (63,87 %) Marine Le Pen, qui a recueilli 1 516 voix (36,13 %).  30,34 % des électeurs se sont alors abstenus.

### Distinctions et labels
En 2003 et 2007, la commune a reçu le label « Ville Internet @@ ».

## Équipements et services

### Eau et assainissement
L’organisation de la distribution de l’eau potable, de la collecte et du traitement des eaux usées et pluviales relève des communes. La loi NOTRe de 2015 a accru le rôle des EPCI à fiscalité propre en leur transférant cette compétence. Ce transfert devait en principe être effectif au 1er janvier 2020, mais la loi Ferrand-Fesneau du 3 août 2018 a introduit la possibilité d’un report de ce transfert au 1er janvier 2026,.

#### Assainissement des eaux usées
En 2020, la gestion du service d'assainissement collectif de la commune de Thorigny-sur-Marne est assurée par le SIA de Marne-la-Vallée (SIAM) pour le transport. Ce service est géré en délégation par une entreprise privée, dont le contrat arrive à échéance le 31 décembre 2025,,.
La station d'épuration Equalia est quant à elle gérée par le SIA de Marne-la-Vallée (SIAM) qui a délégué la gestion à une entreprise privée, VEOLIA, dont le contrat arrive à échéance le 31 décembre 2020,.
L’assainissement non collectif (ANC) désigne les installations individuelles de traitement des eaux domestiques qui ne sont pas desservies par un réseau public de collecte des eaux usées et qui doivent en conséquence traiter elles-mêmes leurs eaux usées avant de les rejeter dans le milieu naturel. La communauté d'agglomération Marne et Gondoire (CAMG) assure pour le compte de la commune le service public d'assainissement non collectif (SPANC), qui a pour mission de vérifier la bonne exécution des travaux de réalisation et de réhabilitation, ainsi que le bon fonctionnement et l’entretien des installations. Cette prestation est déléguée à la Société Française de Distribution d’Eau (SFDE), dont le contrat arrive à échéance le 31 décembre 2025,.

#### Eau potable
En 2020, l'alimentation en eau potable est assurée par le SMAEP de la région de Lagny-sur-Marne qui en a délégué la gestion à l'entreprise Veolia, dont le contrat expire le 1er janvier 2026,,.

## Population et société

### Démographie

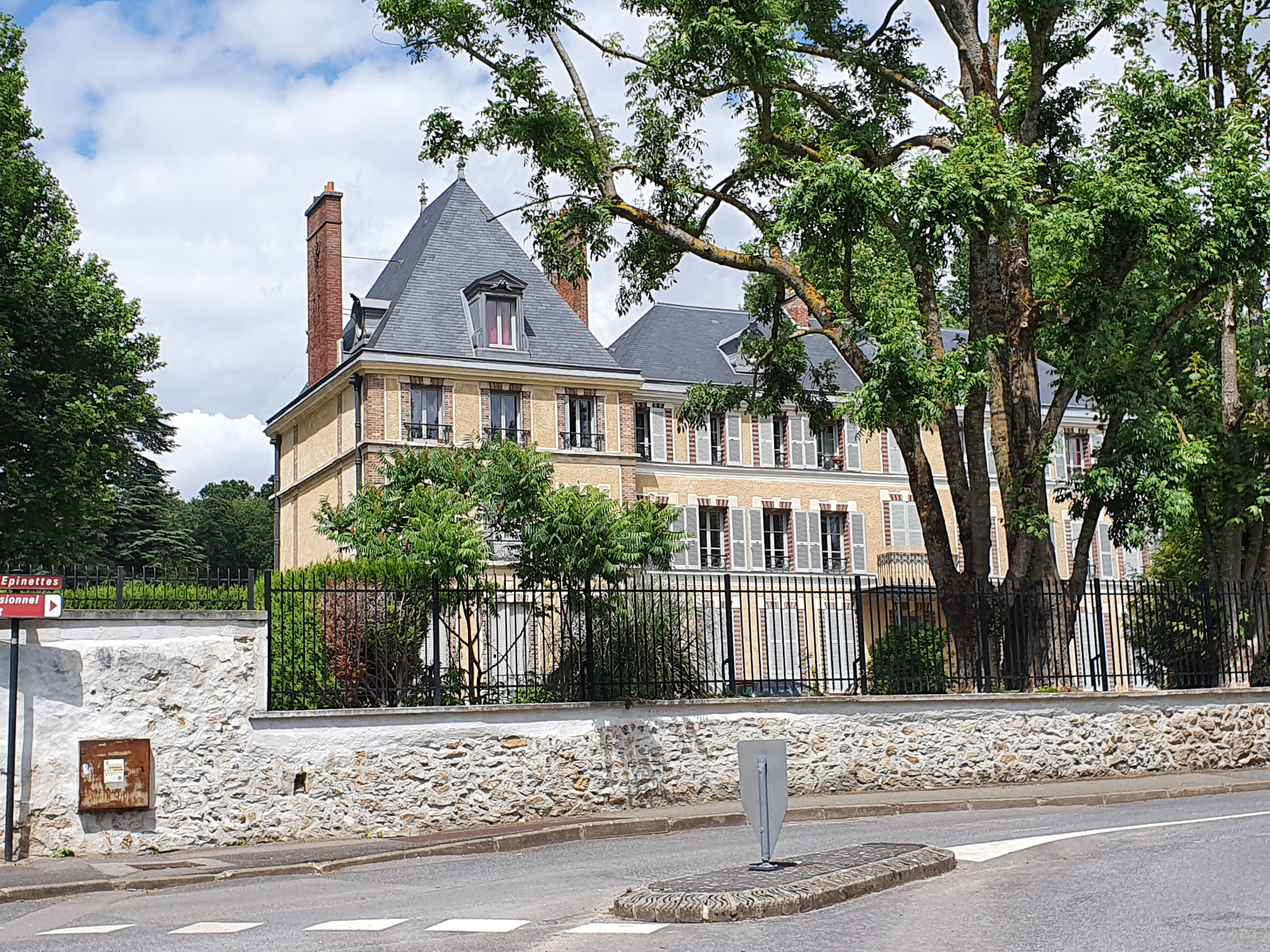
Château des Fontaines faisant partie du lycée professionnel Auguste Perdonnet

L'évolution du nombre d'habitants est connue à travers les recensements de la population effectués dans la commune depuis 1793. Pour les communes de plus de 10 000 habitants les recensements ont lieu chaque année à la suite d'une enquête par sondage auprès d'un échantillon d'adresses représentant 8 % de leurs logements, contrairement aux autres communes qui ont un recensement réel tous les cinq ans,.

En 2022, la commune comptait 10 405 habitants, en évolution de +8,27 % par rapport à 2016 (Seine-et-Marne : +3,92 %, France hors Mayotte : +2,11 %).
| 1793 | 1800 | 1806 | 1821 | 1831 | 1836 | 1841 | 1846 | 1851 |
| ---- | ---- | ---- | ---- | ---- | ---- | ---- | ---- | ---- |
| 631  | 643  | 643  | 607  | 642  | 666  | 664  | 675  | 669  |

| 1856 | 1861 | 1866 | 1872 | 1876 | 1881  | 1886  | 1891  | 1896  |
| ---- | ---- | ---- | ---- | ---- | ----- | ----- | ----- | ----- |
| 649  | 713  | 737  | 853  | 976  | 1 006 | 1 210 | 1 346 | 1 404 |

| 1901  | 1906  | 1911  | 1921  | 1926  | 1931  | 1936  | 1946  | 1954  |
| ----- | ----- | ----- | ----- | ----- | ----- | ----- | ----- | ----- |
| 1 538 | 1 636 | 1 755 | 1 847 | 2 198 | 2 581 | 2 738 | 2 619 | 3 040 |

| 1962  | 1968  | 1975  | 1982  | 1990  | 1999  | 2006  | 2011  | 2016  |
| ----- | ----- | ----- | ----- | ----- | ----- | ----- | ----- | ----- |
| 3 595 | 5 768 | 7 059 | 7 596 | 8 326 | 9 029 | 9 329 | 9 125 | 9 610 |

| 2021   | 2022   | - | - | - | - | - | - | - |
| ------ | ------ | - | - | - | - | - | - | - |
| 10 405 | 10 405 | - | - | - | - | - | - | - |

### Enseignement
Thorigny-sur-Marne dispose de :
- l’école maternelle “Les Cerisiers” située 6 rue du Moulin-à-Vent. Cet établissement public, inscrit sous le code UAI (Unité administrative immatriculée) 0771385M, comprend 109 élèves  (chiffre du Ministère de l'Éducation nationale)[60]. Il dispose d’un restaurant scolaire.
- l’école élémentaire “Les Cerisiers” située 6 rue du Moulin-à-Vent. Cet établissement public, inscrit sous le code UAI  0771386N , comprend 198 élèves[61]. Il dispose d’un restaurant scolaire.
- l’école élémentaire “Gambetta” située passage des Écoles . Cet établissement public, inscrit sous le code UAI  0771503R, comprend 290 élèves[62]. Il dispose d’un restaurant scolaire.
- l’école maternelle “Les Pointes” située 7 rue des Pointes. Cet établissement public, inscrit sous le code UAI  0771859C, comprend 76 élèves[63]. Il ne dispose pas d’un restaurant scolaire.
- l’école école élémentaire “Les Pointes” située 7 rue des Pointes . Cet établissement public, inscrit sous le code UAI  0771910H, comprend 144 élèves[64]. Il dispose d’un restaurant scolaire.

Thorigny dispose également de l'école maternelle *"Georges-Clemenceau"*, reliée à l'école primaire *"Gambetta"*.
La commune dépend de l'Académie de Créteil ; pour le calendrier des vacances scolaires, Thorigny-sur-Marne est en zone C.

## Économie

### Revenus de la population et fiscalité
Le nombre de ménages fiscaux en 2014 était de 3 754 représentant 9 422 personnes (dont 74 %  sont imposés) et la  médiane du revenu disponible par unité de consommation  de 23 559 €.

### Emploi
En 2014, le nombre total d'emplois dans la zone était de 1 588, occupant 4 360 actifs résidants (salariés et non-salariés).
Le taux d'activité de la population âgée de 15 à 64 ans s'élevait à 78,2 % contre un taux de chômage (au sens du recensement) de 10,2 %. Les inactifs se répartissent de la façon suivante : étudiants et stagiaires non rémunérés 10,1 %, retraités ou préretraités 6,6 %, autres inactifs 5 %.

### Entreprises et commerces
En 2015, le nombre d’établissements actifs était de cinq cent quatre-vingt-dix-sept dont deux dans l’agriculture-sylviculture-pêche, trente dans l’industrie, quatre-vingt dans la construction, quatre cent quatre dans le commerce-transports-services divers et quatre-vingt-un étaient relatifs au secteur administratif.

### Agriculture
Thorigny-sur-Marne est dans la petite région agricole dénommée les « Vallées de la Marne et du Morin », couvrant les vallées des deux rivières, en limite de la Brie. En 2010, l'orientation technico-économique de l'agriculture sur la commune est la polyculture et le polyélevage.
Si la productivité agricole de la Seine-et-Marne se situe dans le peloton de tête des départements français, le département enregistre un double phénomène de disparition des terres cultivables (près de 2 000 ha par an dans les années 1980, moins dans les années 2000) et de réduction d'environ 30 % du nombre d'agriculteurs dans les années 2010. Cette tendance se retrouve au niveau de la commune où le nombre d’exploitations est passé de 8 en 1988 à 2 en 2010. Parallèlement, la taille de ces exploitations diminue, passant de 25 ha en 1988 à 3 ha en 2010.
Le tableau ci-dessous présente les principales caractéristiques des exploitations agricoles de Thorigny-sur-Marne, observées sur une période de 22 ans : 
|                                      | 1988 | 2000 | 2010 |
| ------------------------------------ | ---- | ---- | ---- |
| Dimension économique,                |      |      |      |
| Nombre d’exploitations (u)           | 8    | 2    | 2    |
| Travail (UTA)                        | 8    | 3    | 0    |
| Surface agricole utilisée (ha)       | 200  | 119  | 6    |
| Cultures                             |      |      |      |
| Terres labourables (ha)              | 188  | s    | s    |
| Céréales (ha)                        | 153  | s    | s    |
| dont blé tendre (ha)                 | 95   | s    | s    |
| dont maïs-grain et maïs-semence (ha) | s    | s    |      |
| Tournesol (ha)                       | 0    |      | s    |
| Colza et navette (ha)                | 26   | s    |      |
| Élevage                              |      |      |      |
| Cheptel (UGBTA)                      | 11   | 0    | 0    |

## Culture locale et patrimoine

### Lieux et monuments

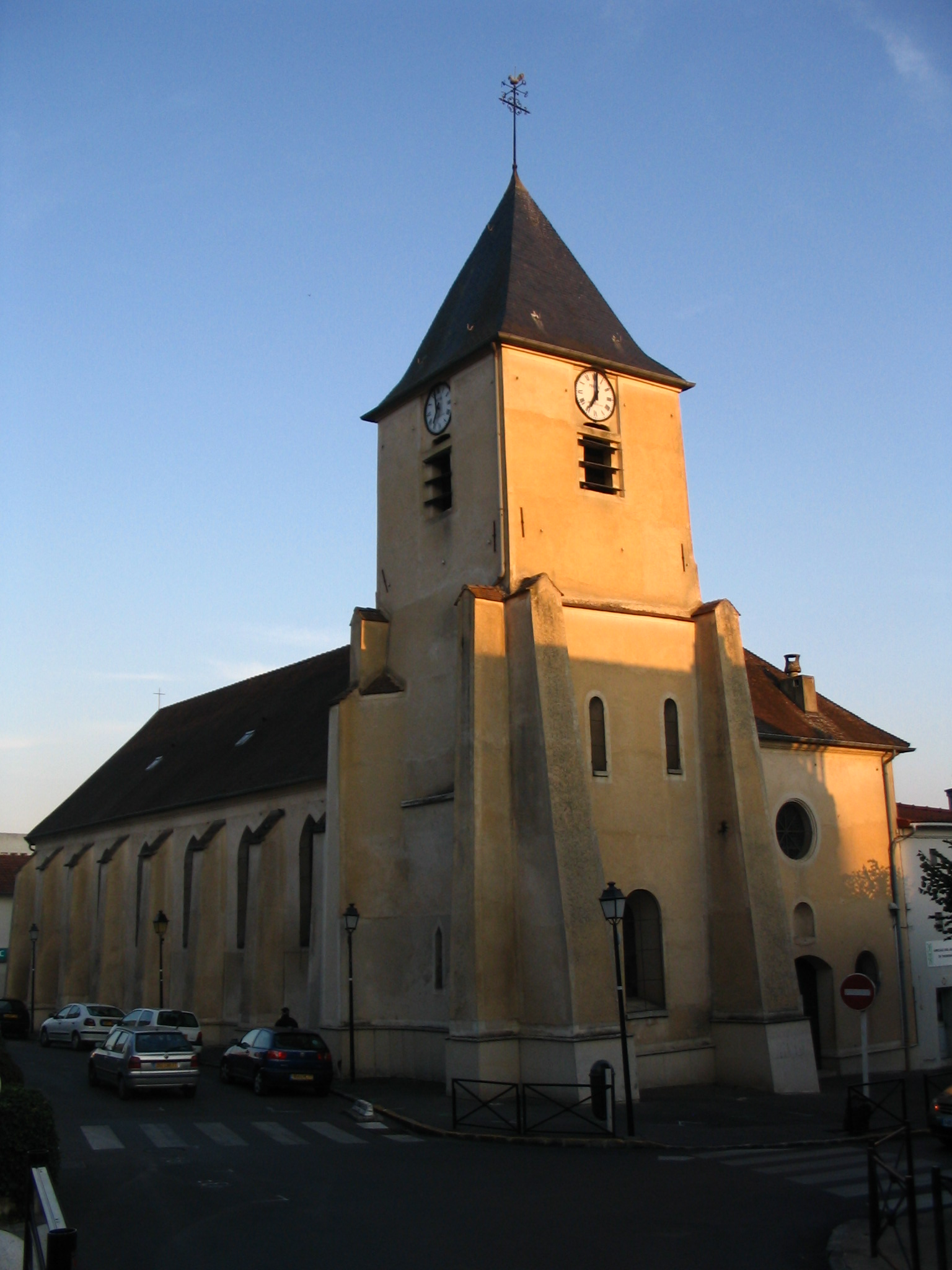
Église Saint-Martin - cloche de l'église sonnant 17 h :Fichier:Thorigny-sur-Marne - Cloche de l'église Saint-Martin.ogg

La ville compte quelques maisons de caractère comme la maison du maréchal-ferrant à proximité de l'école Gambetta. On note aussi la fontaine Saint-Martin du centre-ville, à proximité de l'église Saint-Martin.

### Patrimoine religieux
Thorigny-sur-Marne est dotée d'une petite église en son centre.
Il faut également savoir que la ville fut marquée par le passage de Jeanne d'Arc.

### Personnalités liées à la commune
- Jean-Joseph Patu de Rosemont, propriétaire foncier à l'île Bourbon (La Réunion), premier illustrateur de l'île, mort à Thorigny-sur-Marne le 11 juillet 1818.
- Françoise Huguier (1942-), photographe, est née à Thorigny-sur-Marne.

### Héraldique
| Blason | Blasonnement : D'azur aux trois mains dextres appaumées d'or, au franc-quartier échiqueté d'argent et d'azur, chaussé d'or aux deux ceps de vigne tigés et feuillés de sinople, fruités chacun de trois pièces de gueules. Commentaires : La troisième main dextre appaumée d'or est cachée sous le franc-quartier échiqueté d'argent et d'azur. |

Ornements extérieurs : L'écu sommé de la couronne murale à trois tours crénelées d'or, ouvertes et maçonnées de sable, est supporté par cinq ondes d'argent et d'azur. Le blason est inspiré des armes des Potier de Gesvres.

### Jumelages
- Erbach (Bade-Wurtemberg) (Allemagne) depuis 1982[68].